# Grzegorz Grzywa
Grzegorz Grzywa (ur. 26 czerwca 1974) – polski biathlonista, medalista mistrzostw Polski, reprezentant Polski, medalista mistrzostw świata w biathlonie letnim (1998).

## Życiorys
Był zawodnikiem WKS Legii Zakopane.
Na mistrzostwach Polski seniorów zdobył cztery medale: brązowe w sztafecie i w biegu drużynowym w 1996, srebrny medal w sztafecie w 1999 i srebrny w sztafecie w 2000.
Na mistrzostwach świata seniorów w 1998 zdobył brązowy medal mistrzostw świata w biathlonie letnim w sztafecie (z Tomaszem Sikorą, Wojciechem Kozubem i Kazimierzem Urbaniakiem), w sprincie zajął 38 m., w biegu na dochodzenie 30 m. Startował też w 1997 (15 m. w sprincie, 30 m. w biegu na dochodzenie i 8 m. w sztafecie) i 1999 (13 m. w sprincie, 14 m. w biegu na dochodzenie i 4 m. w sztafecie).
Na mistrzostwach Polski seniorów w biathlonie letnim zwyciężył w biegu indywidualnym (1995), sprincie (1996, 1997) i w sztafecie (1998, 1999, 2000), w 1996 i 1997 zdobył wicemistrzostwo Polski w biegu indywidualnym, w 1998 zdobył brązowy medal w biegu na dochodzenie.

### Rodzina
Biathlonistami było także jego rodzeństwo, Magdalena i Iwona.